# Landkreis Göttingen
Landkreis Göttingen är den tyska delstaten Niedersachsens sydligaste del. Staden Göttingen har cirka 130 000 invånare (2003). Den är belägen cirka 40 kilometer norr om Kassel vid motorväg A7, som går i nord-sydlig riktning från statsgränsen i norr mot Danmark till gränsen i söder mot Österrike. Det tidigare distriktet Landkreis Osterode am Harz uppgick 1 november 2016 i Landkreis Göttingen.
Hann. Münden och Duderstadt med ungefär 25 000 och 22 000 invånare är två andra gamla städer i området.

## Administrativ indelning
I förvaltningsrättslig mening finns i modern tid ingen skillnad mellan begreppet Stadt (stad) gentemot Gemeinde (kommun). 

### Einheitsgemeinde
| - Adelebsen - Bad Grund (Harz) - Bad Lauterberg im Harz (stad) - Bad Sachsa (stad) | - Bovenden - Duderstadt (stad) - Friedland - Gleichen | - Göttingen (stad) - Hann. Münden (stad) - Herzberg am Harz (stad) - Osterode am Harz (stad) | - Rosdorf - Staufenberg - Walkenried |

### Samtgemeinden i Landkreis Wolfenbüttel
| - Samtgemeinde Dransfeld | - Samtgemeinde Gieboldehausen | - Samtgemeinde Hattorf am Harz | - Samtgemeinde Radolfshausen |

### Kommunfria områden
| - Harz (Landkreis Göttingen) |